# Mohamed Malkawi
Mohamed Júsef Malkawi (arabsky: محمد يوسف الملكاوي, výslovnost: moˈhɑːmed ˈjuːsef mælkaʊi, * 1943) je jordánský generál a politik. Byl kancléřem bývalého krále. Od 18. července 1999 do 5. března 2002 také zastával funkci předsedy Sboru náčelníků štábů jordánských ozbrojených sil. V současné době je Malkawi členem jordánského senátu.